# روهان مارلي
روهان مارلي (بالإنجليزية: Rohan Marley)‏ هو موسيقي ولاعب كرة قدم كندية أمريكي، ولد في 19 مايو 1972 في كينغستون في جامايكا.

## وصلات خارجية
- الموقع الرسمي
- روهان مارلي على موقع IMDb (الإنجليزية)
- روهان مارلي على موقع ميوزك برينز (الإنجليزية)